# Teile der Eisenerzer Alpen
Teile der Eisenerzer Alpen este o arie protejată (arie specială de conservare — SAC, sit de importanță comunitară — SCI) din Austria întinsă pe o suprafață de 4.391,6 ha, integral pe uscat.

## Localizare
Centrul sitului Teile der Eisenerzer Alpen este situat la coordonatele 47°26′25″N 14°54′33″E / 47.4403°N 14.9093°E.

## Înființare
Situl Teile der Eisenerzer Alpen a fost declarat sit de importanță comunitară în iulie 1998 pentru a proteja 1 specie de plante și 15 specii de animale. Situl a fost protejat și ca arie specială de conservare în martie 2006.

## Biodiversitate
Situată în ecoregiunea alpină, aria protejată conține 18 habitate naturale: Pajiști alpine și boreale, Tufărișuri cu Pinus mugo și Rhododendron hirsutum (Mugo-Rhododendretum hirsuti), Pajiști carstice calcaroase sau bazofile, de Alysso-Sedion albi, Pajiști alpine și subalpine calcaroase, Formațiuni ierboase bogate în specii de Nardus, dezvoltate pe substraturi silicioase în zone montane (și în zone submontane, în Europa continentală), Liziere de ierburi înalte hidrofile de câmpie și de nivel montan până la alpin, Fânețe montane, Izvoare petrifiante cu formare de travertin (Cratoneurion), Grohotișuri calcaroase și de șisturi calcaroase de la nivelul montan până la nivelul alpin (Thlaspietea rotundifolii), Pante stâncoase calcaroase cu vegetație casmofită, Pante stâncoase silicioase cu vegetație casmofită, Roci stâncoase cu vegetație pionieră de Sedo-Scleranthion sau Sedo albi-Veronicion dillenii, Păduri de fag Luzulo-Fagetum, Păduri de fag Asperulo-Fagetum, Păduri de fag subalpine medio-europene cu Acer și Rumex arifolius, Păduri pe pante, grohotișuri și ravene de Tilio-Acerion, Păduri aluvionare cu Alnus glutinosa și Fraxinus excelsior (Alno-Padion, Alnion incanae, Salicion albae), Păduri acidofile de Picea de la nivel montan la nivel alpin (Vaccinio-Piceetea).
La baza desemnării sitului se află mai multe specii protejate:
- plante (1): Mannia triandra
- păsări (12): fâsă de pădure (Anthus spinoletta), acvilă de munte (Aquila chrysaetos), șorecarul comun (Buteo buteo), ciocănitoare neagră (Dryocopus martius), vânturel roșu (Falco tinnunculus), Lagopus mutus, Lagopus mutus helveticus, brumăriță de pădure (Prunella modularis), aușel sprâncenat (Regulus ignicapilla), silvie-mică (Sylvia curruca), cocoșul de mesteacăn (Tetrao tetrix tetrix), mierlă gulerată (Turdus torquatus)
- mamifere (2): liliac cârn (Barbastella barbastellus), urs brun (Ursus arctos)
- pești (1): zglăvoacă (Cottus gobio)

Pe lângă speciile protejate, pe teritoriul sitului au mai fost identificate 3 specii de plante, 3 specii de păsări.